# فوتوژنیکس
فوتوژنیکس (به انگلیسی: Photogenics) (به معنای: "شیدزاییک") یک نرم‌افزار ویرایش گرافیک شطرنجی است که توسط Idruna نرم‌افزار فراورده شده است.

## ویژگی‌ها
فوتوژنیکس می‌تواند با مدل‌های رنگ‌های دیگرسان مانند CMYK و HDR کار کند.

## پلتفرم‌ها
فوتوژنیکس به‌طور خاستگاهی برای آمیگااواس توسعه شد و توسط Almathera Systems Ltd منتشر شد. او دیرتر به پلتفرم میکروسافت ویندوز، لینوکس و پوکت پی‌سی میکروسافت پورت شد. ورژن جاری نه درازتر لینوکس را پشتیبانی نمی‌کند.